# Окорш
Окорш е село в Североизточна България. То се намира в община Дулово, област Силистра.

## География
Селото се намира на 16 километра югозападно от град Дулово. Това е едно от големите села в областта с население от 1610 жители (през 2014 г. населението е около 1870 жители, което е променлива величина поради факта, че има работещи на запад и в Турция). В близост до селото е жп спирка „Безименна“ на линията Силистра – Самуил. Традиционно се отглеждат: слънчоглед, ечемик, пшеница, царевица, захарно цвекло, овощни дървета и други култури.
Кмет на селото е била Емилия Кралева от 2015 – 2019 г. – първата жена кмет на селото.

## История
Село Окорш носи името на прабългарския воин копан Окорсис, който в началото на ІХ век защитава източната граница на Първата Българска държава по река Днепър. Сведения за Окорсис получаваме от епиграфски паметник на кан Омуртаг. Копанът е храненик на кана, понеже е стоял винаги на трапезата му. Навярно Окорсис е бил най-приближен до кана /военачалник с богат опит и е изпълнявал /командвал/ най-важните военни действия в защита на държавата/. Той е произхождал от рода Чакагар /Чакарар/.
През годините селото е имало различни наименования (не са запазени, но търсенето продължава) и е било част от аграрни селища по време на траките и римляните. Най-голямо значение селището придобива при кан Омуртаг, когато е построена крепостта ни, която е имала площ около 45 декара. и е важна част от отбраната на Първата Българска държава. Тя просъществува до средата на XI век и е разрушена. През Османското владичество селото ни има едно от най-големите землища (според Рашко Блъсков е третото по големина в империята). Запазеното име до 1940 г. е Рахман ашиклар (Рахман певеца или играча). От 1942 г. селото носи името Окорш. След 1878 г. населението на селото е било около 2500 души (тогава Силистра е имала население около 12 000 души). Статутът на селото е бил градец, а отделните махали са считани за села (това се потвърждава от договорите за продажба на земите около 1930 – 1936 г.).
Известно е, че административно селото е било кметство, община, примария (през румънската окупация 1918 – 1940 г.), кметство до 1945 г., отново община и сега е кметство в община Дулово.
През 1933 г. географът Васил Маринов изследва селото и го определя в рамките на антропогеографските граници на Делиормана.
По ред исторически обстоятелства селището представлява рядка етническа и етнокултурна мозайка. Тук живеят наследници на българи – преселници от Румъния (селата Башкьой, Каталой, Фрикацей и други), българи от централния Балкан, местни турци, преселници от югозападна България и турци (мюсюлмани) от Източните Родопи. По непотвърдени (непроучени) и не напълно потвърдени данни се твърди, че и днес в с. Окорш продължават да живеят потомците на Бимбеловите (родът на Стефан Караджа) и на Петковите (родът на Димитър Петков, Никола Петков и Петко Д. Петков). Всички тези различни по произход етнически групи носят специфични обичаи, костюми, религии, бит и култови практики, чиято магия може да се долови в богатата музейна сбирка. Същевременно регионът е истински резерват на археологически и етнографски културно-исторически паметници.

## Културни и природни забележителности

### Крепост
В местността „Ташлъ махле“ на землището на селото се намира средновековна крепост от IX до средата на XI век.

### Образование
През годините в селото е имало следните училища: НОУ „Й. Йовков“ /сега е средно училище/, ОУ „Митко Палаузов“ в ДЗС, НУ „Сабахатдин Али“, ПССЗУ „К.А. Тимирязев“. Първите се сливат около 1960 г. в едно, а последното е закрито около 1966 г. Началото на съвременното образование е поставено през зимата на 1941 г. По времето на румънското владичество се е водило обучението само на румънски език. Първата назначена учителка е Стефка Добрева през 1941 г.

### Читалище
През 1942 г. учителят Петър Дяков Върбанов, заедно с група интелектуалци, основава читалище в Окорш. За пръв председател на читалището е избран Райно Велев Петранов, а за членове Никола Стоянов, Григор Драгнев и Димитър Янков.
Те решават да го именуват „Княз Симеон Търновски“. Това име читалището носи до 9 септември 1944 г. След това се преименува на Народно читалище „Христо Ботев“, което име носи и до днес. През 2010 г. към името бе добавена и годината на неговото създаване. Читалището започва да развива своята просветителска дейност чрез библиотека с оскъдна художествена литература и някои практични книги.
Библиотеката се помещава в частна къща до 1960 година, когато със събрани средства по линия на самооблагането на населението, започва строителство на нова сграда за читалище с площ 386 m² на два етажа.
През 1962 г. сградата е завършена и там се оборудва просторна библиотека и читалня, салон с 250 места, помещения за фото и кино клубове.
Днес читалището е център на културата и просветата. Развиват се всички направления на дейност.

### Музей
Музеят на родния край в село Окорш е открит през 2001 година. Музеят включва археологически и етнографски сбирки проследвящи историята на местното население. Музеят се намира в сградата на старото училище. В специална работилница за производство на текстил, гостите на музея могат да участват в дейностите по подготовката и тъкачество на текстилни изделия.

## Редовни събития
Събор в Окорш – на 21 септември всяка година (Малка Св. Богородица).

## Личности
- депутати в Народното събрание: Анелия Цекова Пенчева и Георги Николов Славов;
- личности с принос към развитие на селото: Петко Драганов Добрев, Никола Стоянов Николов – Вердито, Георги Тодоров Андреев, Махмуд Джера, Ахмед Махмудов Джера, Антон Владунов Стоянов;
- комисар Димитър Димитров – директор на Областна дирекция на МВР – Варна
- Петър Събев – бивш кмет на селото и председател на селищна система по време на социализма.
- Атанас Сивков – краевед, издал книга за с. Окорш „Хроники за с. Окорш“ първа част през 2017 г.